# Morkinskinna

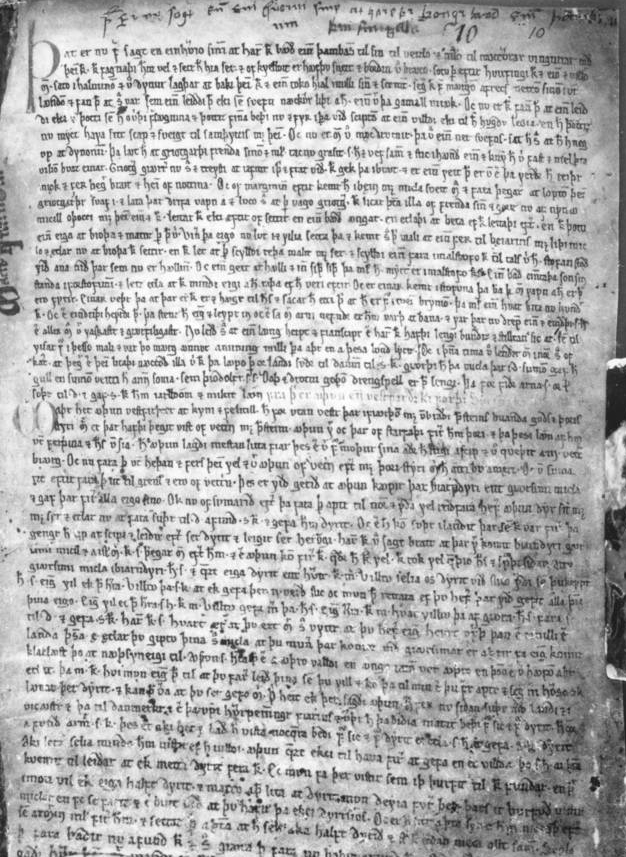
Une page du manuscrit GKS 1009 fol.

La Morkinskinna (« parchemin pourri » en vieux norrois) est une saga royale.
Rédigée en Islande vers 1220, elle couvre l'histoire des règnes de dix rois de Norvège des XIe et XIIe siècles : Magnus le Bon, Harald Hardrada, Olaf Kyrre, Magnus Nu-Pieds, Olaf, Eystein et Sigurd le Croisé, Harald Gille et Magnus l'Aveugle, et enfin Sigurd Munn. Elle couvre ainsi une période s'étendant de 1025 à 1157.
Cette saga est connue grâce à un manuscrit réalisé en Islande vers 1275. C'est ce manuscrit qui est d'abord appelé Morkinskinna, le nom s'étant par la suite étendu à son contenu. Ramené au Danemark par l'érudit Thormodus Torfæus au XVIIe siècle, il est conservé à la Bibliothèque royale de Copenhague sous la cote GKS 1009 fol.
La Morkinskinna a servi de sources à d'autres sagas royales ultérieures, notamment la Fagrskinna et la Heimskringla. Son texte comprend de nombreux þættir et des strophes de poésie scaldique.

## Anecdote
Cette saga fait partie des 4 sagas relatant une légende (erronée) de Guillaume le Conquérant tuant sa femme durant la préparation de la conquête de l'Angleterre